# Дмитренко, Кристина Романовна
Кристина Романовна Дмитренко (укр. Христина Романівна Дмитренко; род. 31 мая 1999, Чернигов) — украинская биатлонистка, чемпионка Украины, чемпионка в гонке преследования на Юношеских Олимпийских Играх 2016 в Лиллехаммере.

## Биография
Выступает за Черниговскую область и спортивное общество «Динамо», тренеры — А. В. Ворчак, С. Л. Ворчак.

### Юниорская карьера
Серебряный призёр чемпионата мира по летнему биатлону среди юниоров в смешанной эстафете (2017, Чайковский).
С сезона 2015/16 участвует в юниорском Кубке IBU. Лучший результат — второе место в спринте на этапе в Ленцерхайде в декабре 2016 года.

#### Юниорский чемпионат мира
| Год  | Место проведения | Индивидуальная | Спринт | Преследование | Эстафета |
| ---- | ---------------- | -------------- | ------ | ------------- | -------- |
| 2015 | Раубичи          | 35             | 46     | 37            | —        |
| 2017 | Осрбли           | 9              | 10     | 5             | 5        |
| 2018 | Отепя            | 15             | 6      | 9             | 13       |

### Взрослая карьера
Чемпионка Украины в масс-старте 2017/18, в эстафете 2018/19 (в составе сборной Черниговской области), неоднократный призёр чемпионата. Первые медали на взрослом чемпионате страны завоевала ещё в сезоне 2015/16.
Дебютировала на Кубке IBU в ноябре 2016 года на этапе в Бейтостолене, заняв 38-е место в спринте. По состоянию на январь 2019 года две гонки на том этапе остаются для спортсменки единственными выступлениями на взрослом международном уровне.